# Gisella Sofio
Gisella Sofio (Milánó, 1931. február 19. – Róma, 2017. január 27.) olasz színésznő.

## Élete és pályafutása
16 éves korában modellként dolgozott. Az 1950-es évek elején kezdte színészi pályafutását. Először Mario Mattoli Accidenti alle tasse!! című filmjében szerepelt 1951-ben. Mozi és tv-filmek mellett színházban is fellépett.
Többek között Michelangelo Antonioni, Luigi Comencini és Pupi Avati filmjeiben szerepelt. 
2017. január 27-én, néhány héttel a 86. születésnapja előtt Rómában hunyt el.

## Filmjei

### Mozifilmek
- Accidenti alle tasse!! (1951)
- Il padrone del vapore (1951)
- Il microfono è vostro (1951)
- Viva il cinema! (1952)
- Jó napot, elefánt! (Buongiorno, elefante!) (1952)
- Er fattaccio (1952)
- Viva la rivista! (1953)
- Hölgy kaméliák nélkül (La signora senza camelie) (1953)
- Cronaca di un delitto (1953)
- Una donna prega (1953)
- Sul ponte dei sospiri (1953)
- Rascel-Fifì (1957)
- Ballerina e Buon Dio (1958)
- Via col para…vento (1958)
- Caporale di giornata (1958)
- A csinos férj (Il marito bello: Il nemico di mia moglie) (1959)
- Destinazione Sanremo (1959)
- Quel tesoro di papà (1959)
- La cento chilometri (1959)
- I mafiosi (1959)
- Spavaldi e innamorati (1959)
- Perfide ma… belle! (1959)
- A matador (Il mattatore) (1960)
- Femmine di lusso (1960)
- A qualcuno piace calvo (1960)
- Gordon, a fekete kalóz (Gordon, il pirata nero) (1961)
- Lo smemorato di Collegno (1962)
- L'assassino si chiama Pompeo (1962)
- Gli amanti latini, az Il telefono consolatore epizódban (1965)
- Vacanze sulla neve (1966)
- La vuole lui... lo vuole lei (1968)
- Storia di una donna (1970)
- La ragazza del prete (1970)
- La liceale (1975)
- L'insegnante viene a casa (1978)
- L'insegnante al mare con tutta la classe (1980)
- Voltati Eugenio (1980)
- Gian Burrasca (1983)
- Italiani a Rio (1987)
- Caino e Caino (1993)
- Peggio di così si muore (1995)
- Simpatici e antipatici (1998)
- Cucciolo (1998)
- Incontri proibiti (1998)
- A skizofrén gorilla (La cura del gorilla) (2006)
- Szívemre célozzatok (Fuoco su di me) (2006)
- No problem (2008)
- Torno a vivere da solo (2008)
- Alice (2010)
- Matrimonio a Parigi (2011)
- Életem legszörnyűbb hete (La peggior settimana della mia vita) (2011)
- A lányok jó szíve (Il cuore grande delle ragazze) (2011)
- A plebejus herceg (Il principe abusivo) (2013)
- A casa (2015, rövidfilm)

### Tv-filmek
- L'Alfiere (1956, tv-sorozat, 2 epizód)
- Biblioteca di Studio Uno (1964, tv-sorozat)
- Delitto impossibile (1967)
- Il tuttofare (1967)
- Il triangolo rosso (1967–1969, tv-sorozat, 2 epizód)
  - Corte d'Assise (1967)
  - La tromba d'oro (1969)
- Se te lo raccontassi (1968, tv-sorozat)
- All'ultimo minuto, a L'ultima cifra epizódban (1973)
- Un uomo da ridere (1980, tv-sorozat, 1 epizód)
- Ferragosto Ok (1986)
- La famiglia Brandacci (1987)
- E non se ne vogliono andare! (1988)
- E se poi se ne vanno? (1989)
- Ti ho adottato per simpatia (1991)
- Teo (1997)
- Un nero per casa (1998)
- Nebbia in Valpadana  (2000, tv-sorozat)
- Miss Italia (2002)
- Újrakezdők (Ricomincio da me) (2005, tv-sorozat)
- Próbálja újra, professzor! (Provaci ancora prof!), a Vita da cani epizódban (2007, tv-sorozat)
- Fratelli Benvenuti, a Sfide in famiglia epizódban (2010, tv-sorozat)
- Distretto di Polizia 11, az Un unico errore epizódban (2011)
- Un matrimonio (2013, tv-sorozat)